# 丹羽敏之
丹羽　敏之（にわ としゆき、1939年 - ）は、元国際連合職員。元国際連合事務局、国際連合開発計画事務局事務次長補、国際連合児童基金事務局次長。広島県福山市出身。早稲田大学政治経済学部経済学科卒業。タフツ大学フレッチャースクール修了（国際関係学修士）。

## 略歴
- 1971年 国際連合開発計画入職
- 1980年イエメン共和國国際連合常駐調整官, 国際連合開発計画常駐代表  (United Nations Resident Coordinator and UNDP Resident Representative)
- 1883年ネパール王国国際連合常駐調整官, 国際連合開発計画常駐代表 (United Nations Resident Coordinator and UNDP Resident Representative)
- 1988年ネパール王国ビレンドラ国王よりゴルカ一等勲章を綬章￼￼ (Gorkha Dakshin Bahu, First Class)
- 1988年 タイ王国国際連合常駐調整官, 国際連合開発計画地域代表、及びタイ カンボジア国境救済活動執行局長 (United Nations Resident Coordinator, UNDP Resident Representative, and Director, United Nations Boarder Relief Operation for Cambodian Displaced Persons along the Thai Cambodian border)
- 1990年 国際連合開発事務局財務管理局長, 国連事務次長補 (Assistant Administrator and Director, Bureau for Finance and Administration, UNDP, at the rank of UN Assistant Secretary-General)
- 1997年 国際連合事務局中央支援サービス担当事務次長補 (Assistant Secretary-General for Central Support Services, Department of Management, United Nations)
- 2003年国連キャピタルマスタープラン（国連ニューヨーク本部施設総改築計画）執行局長、国連事務次長補 (Assistant Secretary-General and Executive Director, Capital Master Plan Project, United Nations)
- 2004年 国際連合児童基金事務局次長(～2007年)、国連事務次長補 (Deputy Executive Director, UNICEF, at the rank of UN Assistant Secretary-General)
- 2008年 日本政府ネパール選挙監視団長
- 2008年関西学院大学総合政策学部特別客員教授（～2015年）
- 2011年 国連開発計画東京事務所臨時代表(～2012年3月)[1]。
- 2015年 春の叙勲瑞宝中綬章綬章￼￼。
- 2017年　関西学院大学大学院SGU招聘客員教授(2017～)

## 著書
- 「生まれ変わっても国連：国連36年の真実」、人間と歴史社、2019年２月